# Asmate setaria
Asmate setaria là một loài bướm đêm trong họ Geometridae.